# Graf van Jan Pieter Heije

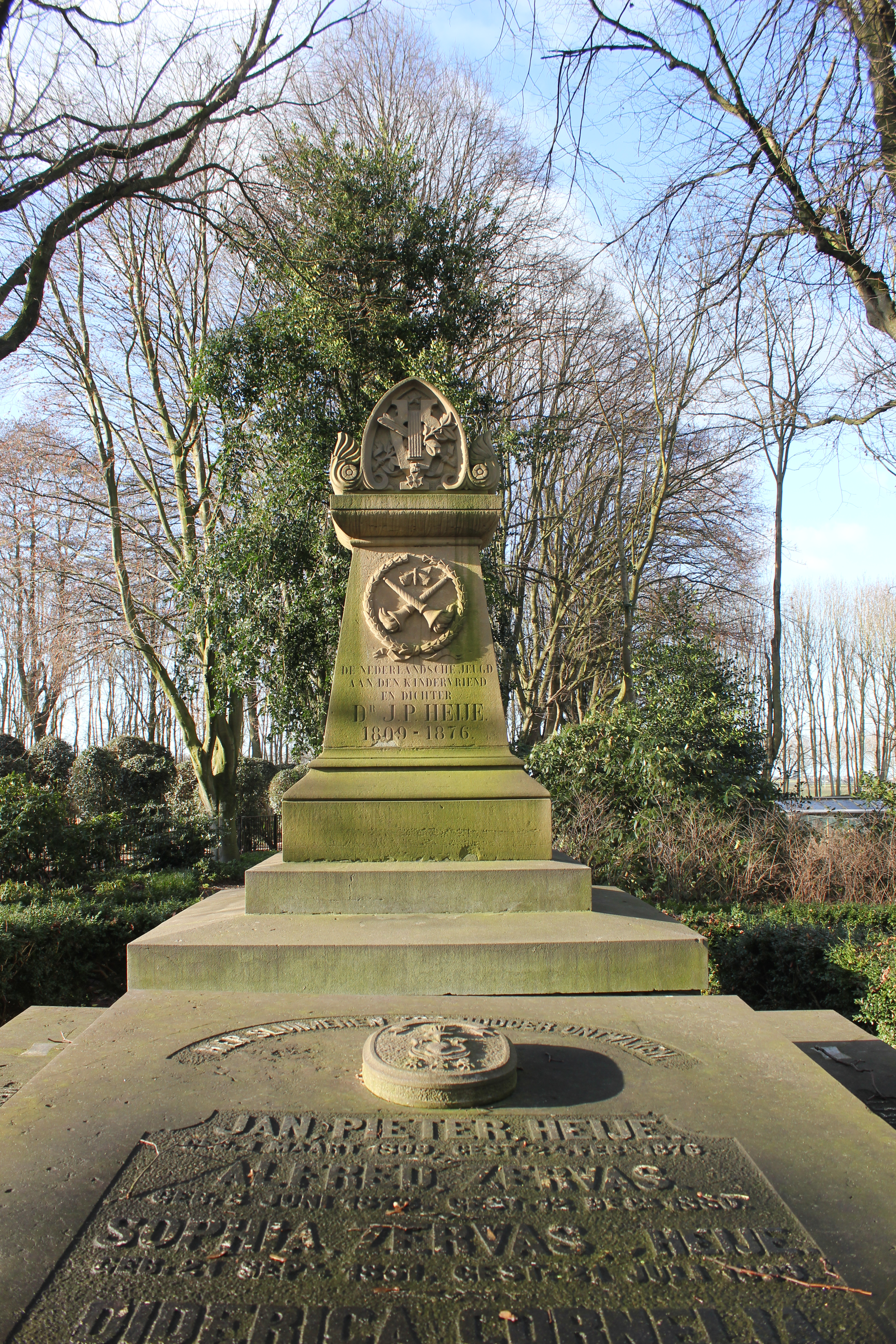
Graf van J.P. Heije in Abbenes

Het graf van Jan Pieter Heije in Abbenes is de laatste rustplaats van de Nederlandse arts en liedjesschrijver Jan Pieter Heije (1809-1876). Het graf staat op de gemeentelijke monumentenlijst van de gemeente Haarlemmermeer. 
De banden van Heije met Abbenes, een dorp in het zuiden van de Haarlemmermeer, waren gevormd door zijn schoonfamilie. Nadat zijn schoonvader, ds. Jan Jacob van Voorst, in 1853 land (inclusief boerderijen) van het voormalige eiland Abbenes in de drooggelegde Haarlemmermeer had gekocht, trad Heije sinds 1860 op als beheerder hiervan. Heije ontwikkelde de sociale voorzieningen in Abbenes: zo liet hij een (hervormde) kerkgebouw, een kinderbibliotheek en een bibliotheek voor volwassenen en een 'naai- en breischool' bouwen. Op 3 november 1869 vroeg Heije toestemming aan gemeentebestuur van Haarlemmermeer om op een perceel land van zijn vrouw en haar zus ten zuiden van de kerk van Abbenes een grafkelder te laten plaatsen. Het perceel land ernaast werd in erfpacht aan de kerk van Abbenes gegeven om als (algemene) begraafplaats te dienen. Na zijn overlijden aan de Keizersgracht in Amsterdam (in het huis van zijn schoonzuster) werd Heije dan ook vervoerd naar Abbenes en begraven in het familiegraf in Abbenes. Na zijn overlijden werd op initiatief van Abbenesser onderwijzer en vriend, meester Pieter Boekel, het plan gevat een grafmonument op het graf te plaatsen. Dit grafmonument is gebouwd door Willem Molkenboer en in november 1876 op het graf geplaatst.
Naast Jan Pieter Heije zijn ook zijn 7-jarige kleinzoon Alfred Zervas (1880), zijn dochter Sophia Zervas-Heije (1893), zijn schoonzus Diderica Cornelia van Voorst (1893) en zijn echtgenote Maria Margaretha van Voorst (1903) in het familiegraf bijgezet.
De straten bij de begraafplaats zijn naar het echtpaar genoemd: Dokter Heijelaan en Maria Margaretalaan.